# 돈, 돈, 돈을 아십니까?
"돈, 돈, 돈을 아십니까"(영어: Get Smart with Money)는 2022년 9월 6일에 넷플릭스에서 공개한 미국의 영화이다.

## 캐스팅
- 피트 아데니
- 티파니 알리체
- 로스 맥도널드
- 폴라 팬츠